# Dom St. Blasien

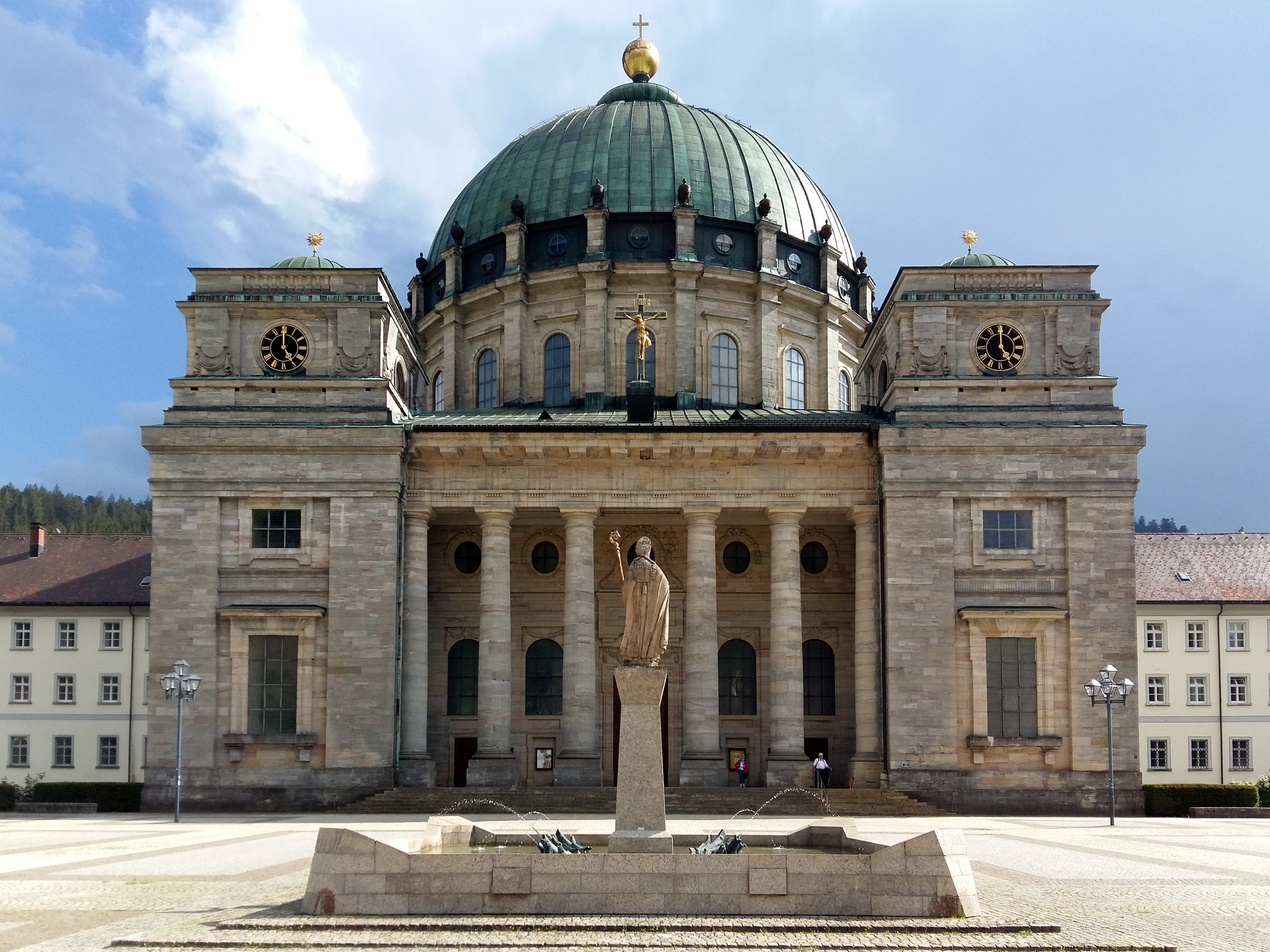
Dom St. Blasien: Nordfassade

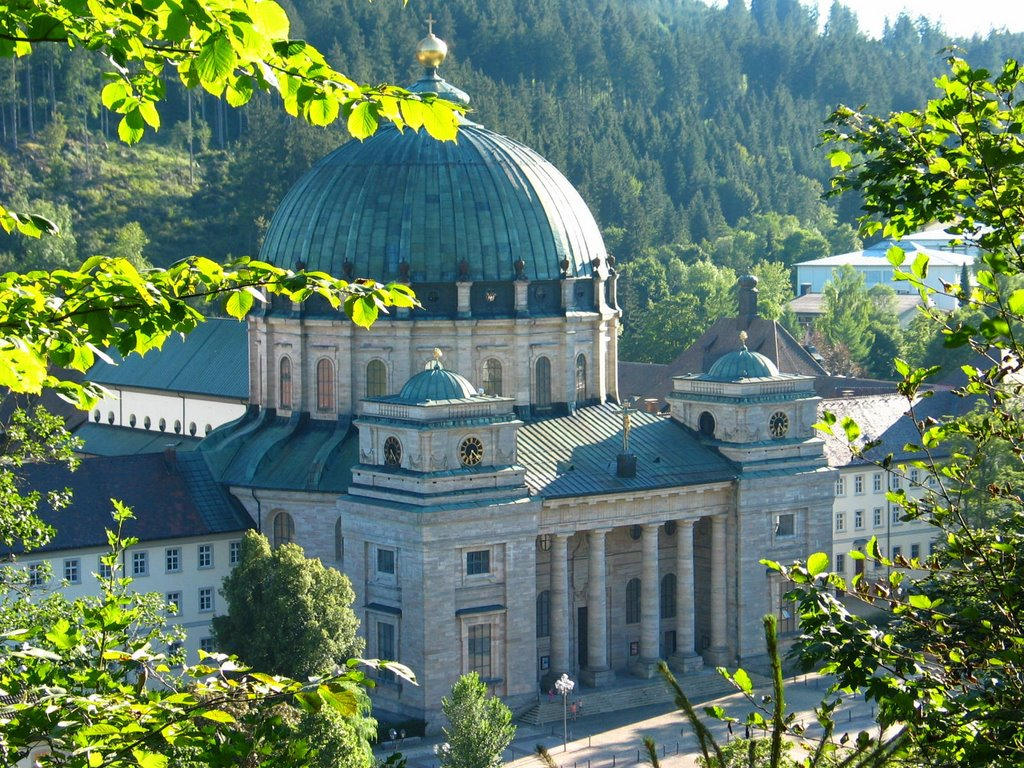
Dom St. Blasien

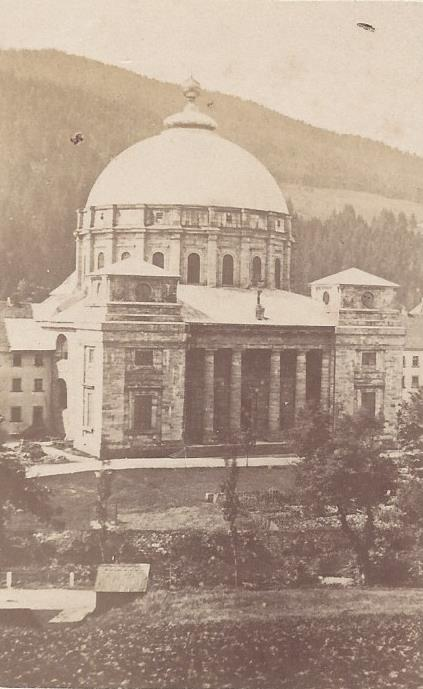
Dom St. Blasien 1870, vor dem Brand

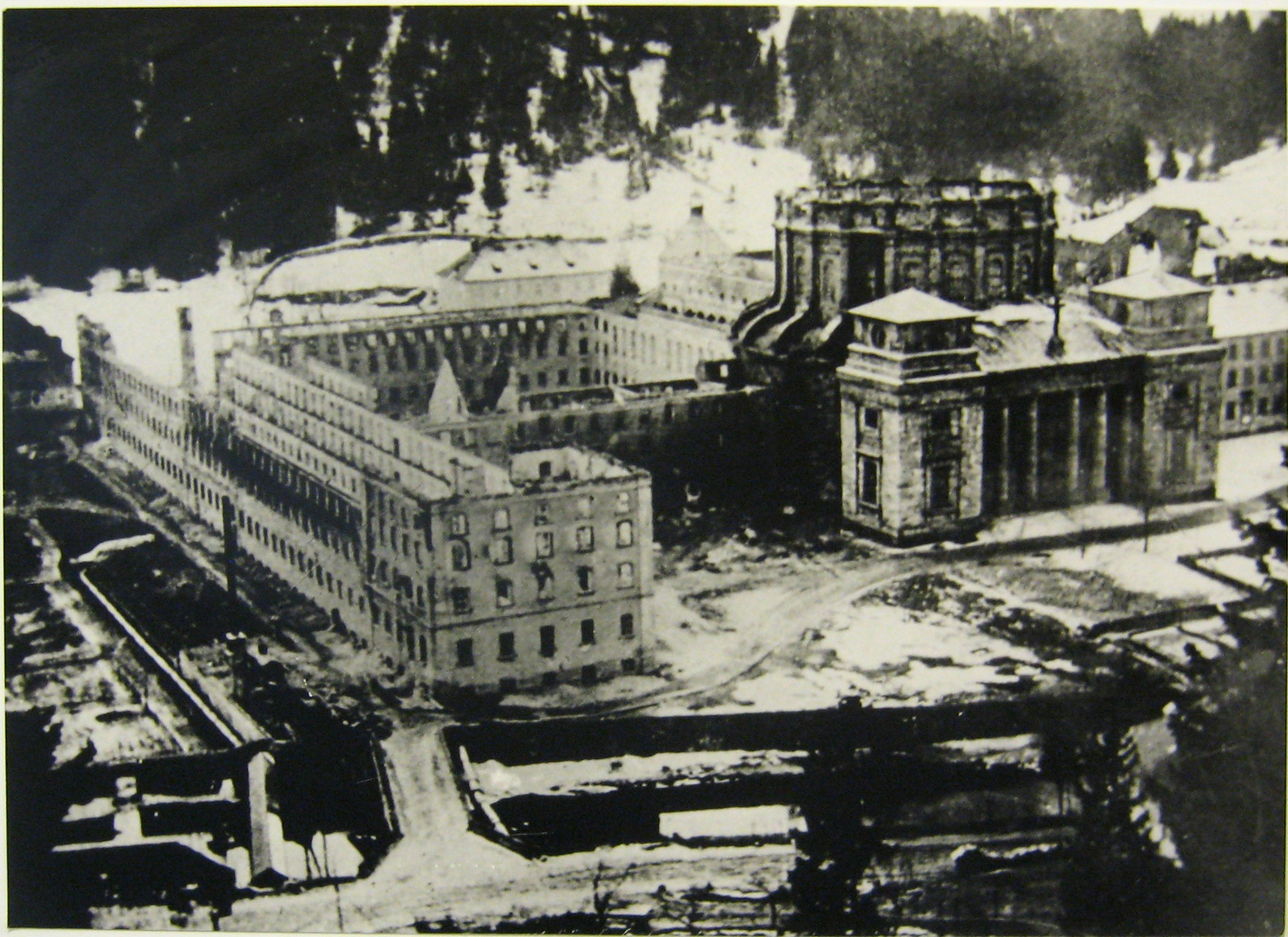
Das Gebäude nach dem Brand 1874

Der Dom St. Blasius steht in St. Blasien im Landkreis Waldshut, im Südschwarzwald. Die ehemalige Abteikirche des Klosters St. Blasien hat eine Gesamthöhe von 62 Metern und wurde 1783 geweiht. Sie war damals die drittgrößte Kuppelkirche Europas. Mit einer Spannweite von 36 Metern gehört ihre Kuppel gegenwärtig noch zu den größten in Europa. Der Architekt Pierre Michel d’Ixnard errichtete den im Zopfstil gehaltenen Bau nach dem Vorbild des Pantheons in Rom. Die Kirche wird von der römisch-katholischen Pfarrgemeinde St. Blasius genutzt und ist Veranstaltungsort einer jährlich im Sommer stattfindenden internationalen Domkonzertreihe.
Die volkstümliche Bezeichnung als „Schwarzwälder Dom“ weist nicht auf einen Bischofssitz hin; als ehemalige Klosterkirche müsste die Kirche, wie ihre Vorgängerkirche, eigentlich Münster heißen.

## Geschichte

### Die Vorgängerbauten

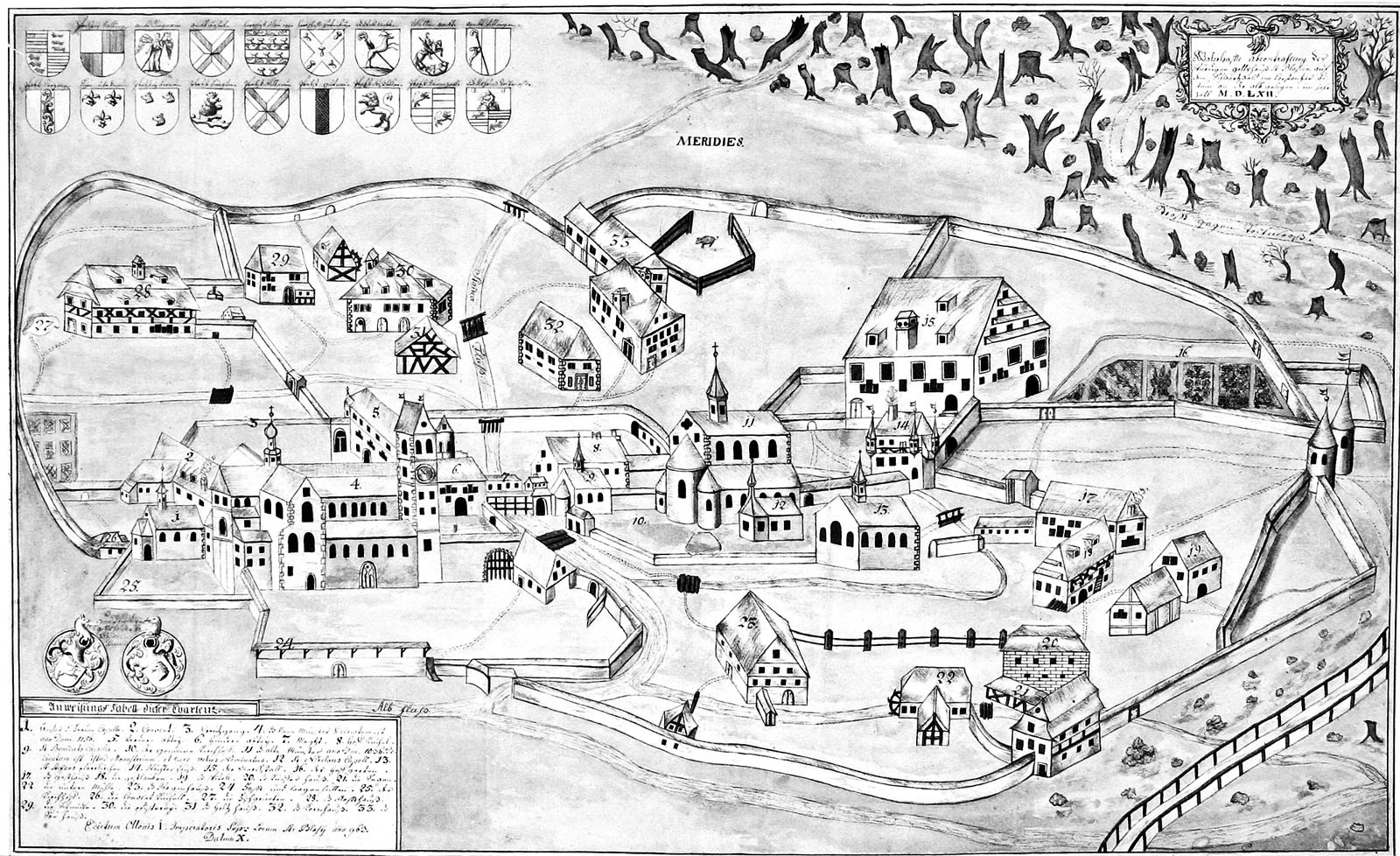
Klosteranlage um 1562

Der erste Sakralbau des Klosters am heutigen Standort war das unter Abt Otto I. (1086–1108) errichtete romanische Neue Münster. Es war ein bedeutender Vertreter der Hirsauer Bauschule. Das Alte Münster war 1036 geweiht worden und befand sich, im Gegensatz zum neuen, links des Steinbachs, einem kleinen Nebenfluss der Alb. Eine weitere Veränderung der kreuzförmig errichteten Kirche war das Baumaterial: Sie war nicht mehr aus Holz erbaut worden, sondern aus Stein. Die Weihe fand entweder im Jahr 1088 oder 1104 durch den Konstanzer Bischof Gebhard III. von Zähringen und Hezilo, den Bischof von Havelberg, statt. Nach schweren Zerstörungen durch einen Brand im Jahr 1322 sowie 1526 durch aufständische Hauensteiner während des Bauernkriegs wurden umfangreiche Reparaturen nötig. Sie wurden 1538 mit der Weihe durch Weihbischof Melchior von Konstanz abgeschlossen. Das Neue Münster erhielt unter Abt Caspar II. Thoma 1581 bis 1583 eine neue Orgel von dem Orgelbauer Eusebius Ammerbach. Als Künstler beschäftigte Caspar den Rottweiler Maler David Rötlin und dessen Gesellen Wolff Abent aus Passau. Den Hochaltar des Neuen Münsters gestaltete der niederländische Bildhauer Hans Morinck. Abt Caspar ließ neben der Innenausstattung mit Kunstwerken wie Gobelins, Kirchengeräten und Bildern auch neue Brunnen anfertigen. Eine große Glocke goss der Glockengießer Peter Füßli aus Zürich vor Ort; sie wog 76 Zentner und kostete 3000 Gulden.
Im Dreißigjährigen Krieg wurde St. Blasien von der Pest und den Schweden heimgesucht und die Mönche flohen in die Schweiz. Von 1727 bis 1742 errichtete Johann Michael Beer von Bleichten unter Abt Franz II. Schächtelin eine große barocke Klosteranlage mit zwei Innenhöfen. 1736 wurde das Alte Münster abgebrochen, das seit 1620 als Pfarrkirche genutzt worden war. Bis in die 1760er Jahre entstanden die zum Teil erhaltenen Wirtschafts- und Verwaltungsgebäude (Kanzlei, Bleiche, Mühle, Infirmerie) durch die Architekten Johann Caspar und Franz Anton Bagnato, von denen das letzte, das mächtige Torhaus, das Datum 1767 trägt.

### Zerstörung und Neubau

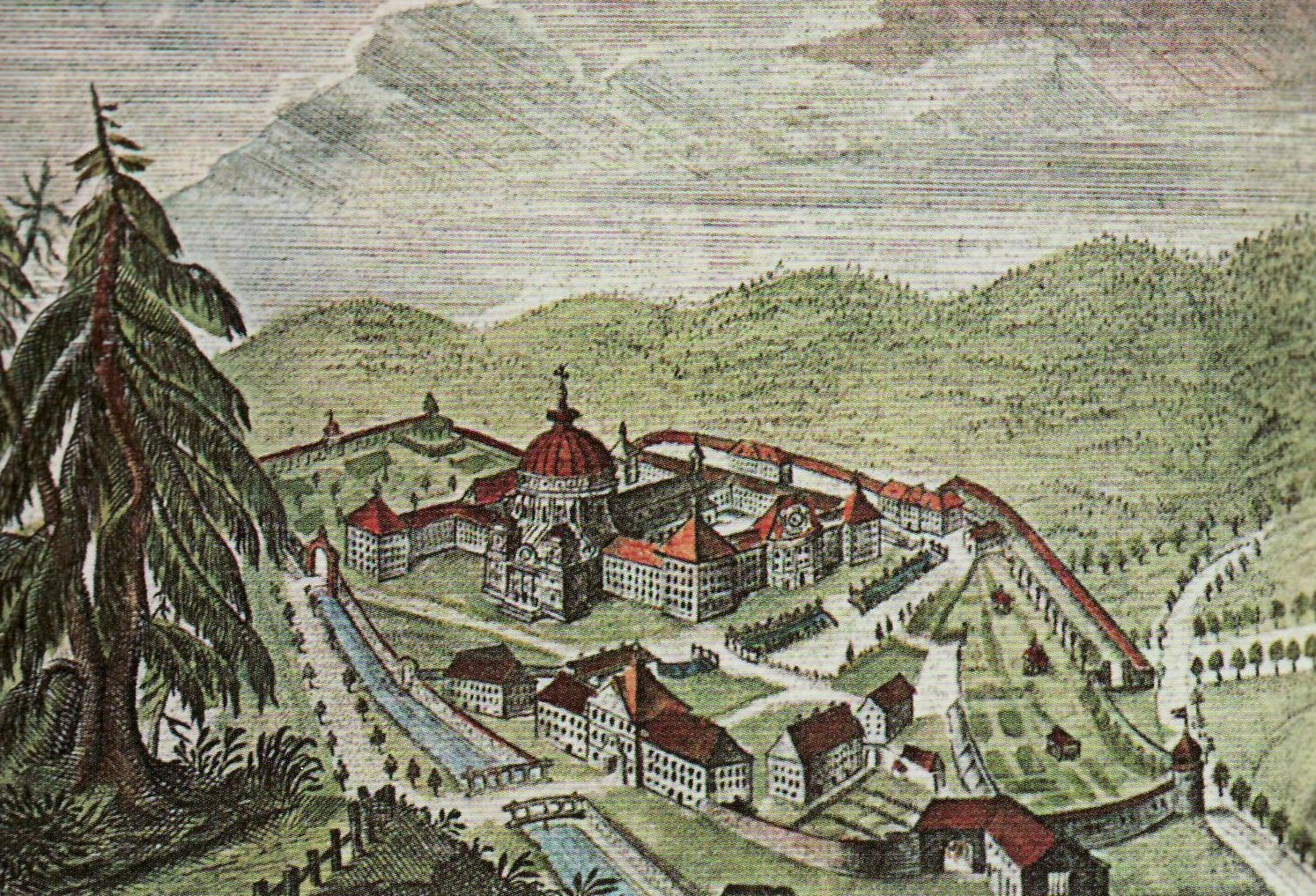
Klosteranlage im Jahr 1783

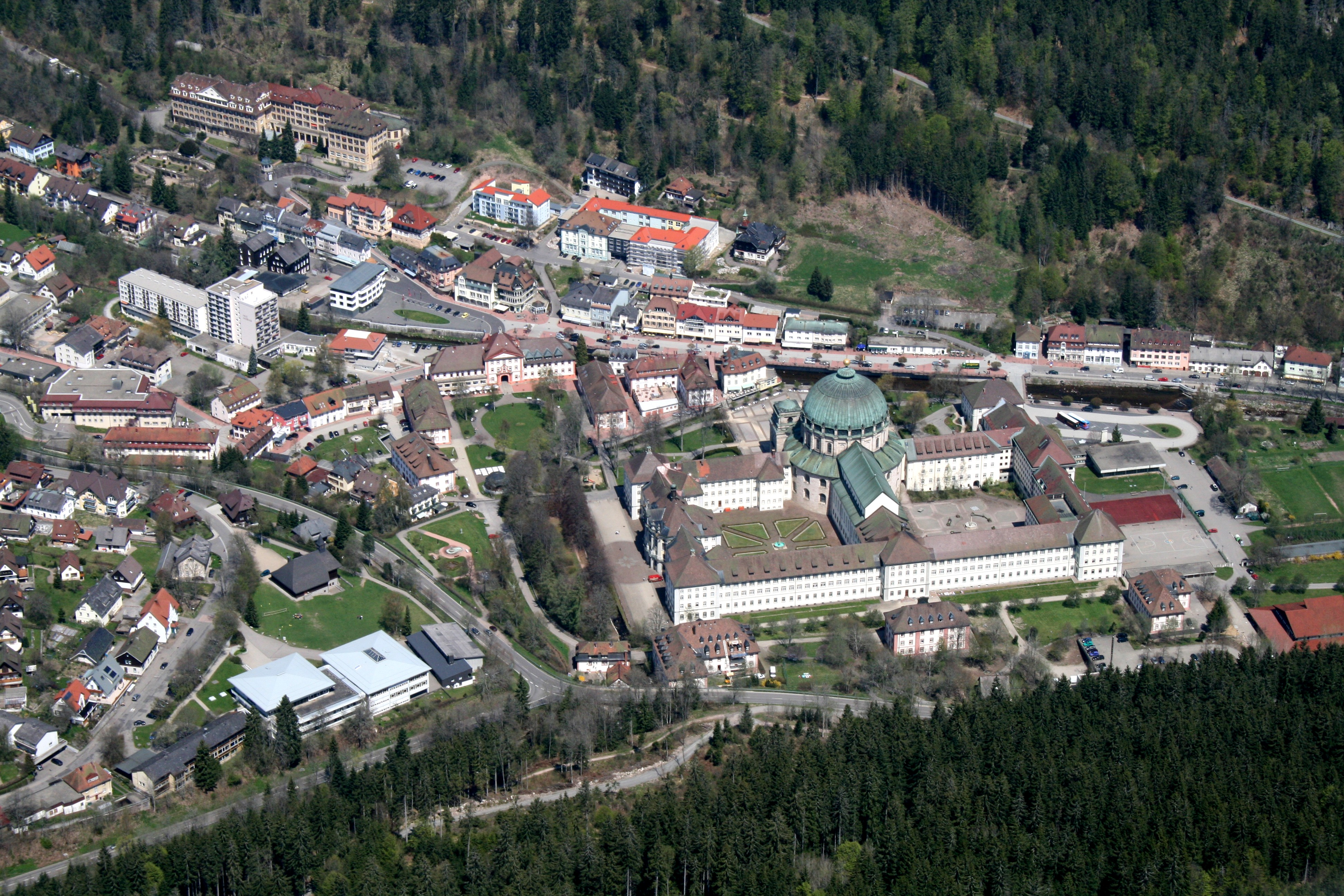
Luftaufnahme der ehemaligen Klosteranlage 2008

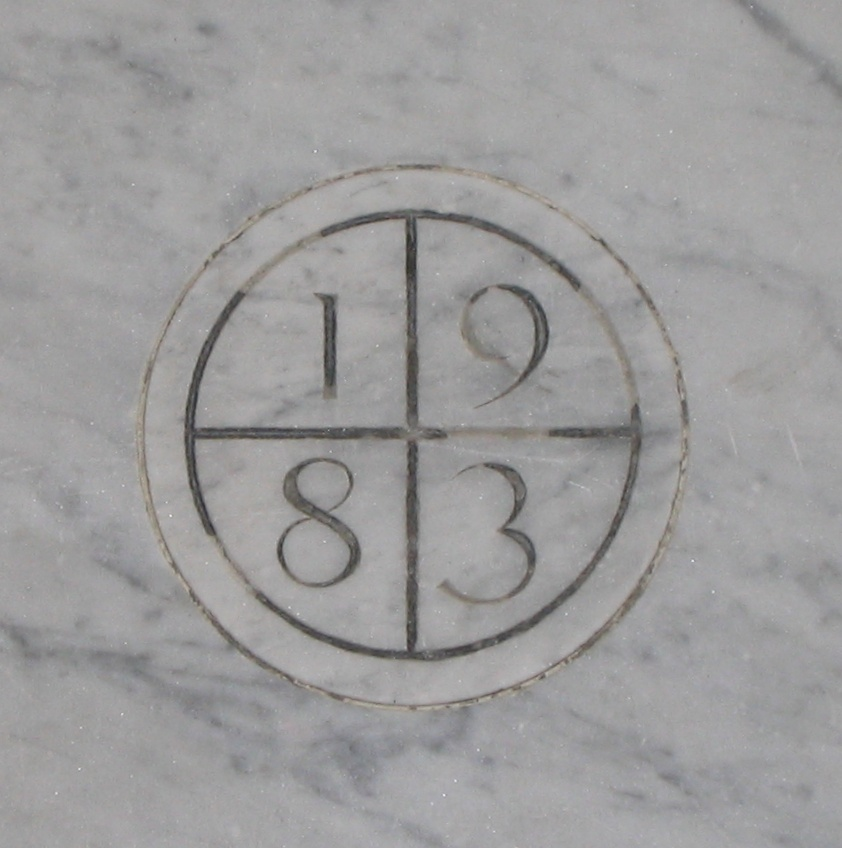
Fertigstellungsjahr der Renovierung im Marmorfußboden samt Kapsel mit Dokumenten

Ein Jahr später, 1768, brach ein Feuer aus, das das Kloster stark beschädigte und die mittelalterliche Münsterkirche zerstörte. Unter dem seit 1764 amtierenden Fürstabt Martin Gerbert wurde ein Neubau erstellt. Während die Klosterbauten weitgehend auf dem alten Grundriss wiederhergestellt wurden und einige Teile des Altbaus gerettet werden konnten, nahm Gerbert für den Kirchenbau ein spektakuläres Projekt in Angriff. Er verpflichtete den französischen Architekten Pierre Michel d’Ixnard, einen Vertreter des neuen Zopfstils, und brach mit dem bis vor dem Brand dominierenden süddeutschen, italienisch geprägten Barock der Bagnato-Schule.

#### Habsburgergruft
Fürstabt Martin Gerbert verband mit dem Neubau der Kirche das Bemühen, die Gebeine der in der Schweiz begrabenen ersten Habsburger nach St. Blasien umzubetten. St. Blasien gehörte zu Vorderösterreich und angesichts einer zunehmend kirchenfeindlich gesinnten österreichisch-habsburgischen Politik war es Gerberts Strategie, St. Blasien als eine „Hausgrablege“ der Dynastie zu profilieren und dadurch politisch abzusichern. 1770 ließ er in einer feierlichen Zeremonie die Gebeine mehrerer früherer Habsburger aus dem Basler Münster sowie aus Königsfelden nach St. Blasien überführen:
1. Karl (* 1276; † wenige Tage nach Geburt) – Sohn von König Rudolf I., ursprünglich bestattet in Basel
2. Hartmann (* um 1263; † 1281) – Sohn von König Rudolf I., ursprünglich bestattet in Basel
3. Gertrud von Hohenberg (* um 1225; † 1281) – Gemahlin von König Rudolf I., ursprünglich bestattet in Basel
4. Friedrich (* 1316; † wenige Tage nach Geburt) –  Sohn von Friedrich dem Schönen, ursprünglich bestattet in Königsfelden
5. Elisabeth von Görz-Tirol (* um 1262; † 1313) – Gemahlin von König Albrecht I., ursprünglich bestattet in Königsfelden
6. Leopold I. (* 1290; † 1326) – Sohn von König Albrecht I., ursprünglich bestattet in Königsfelden
7. Heinrich (* 1299; † 1327) –  Sohn von König Albrecht I., ursprünglich bestattet in Königsfelden
8. Gutta (* 1302; † 1329) –  Tochter von König Albrecht I., Gemahlin des Ludwig VI. von Oettingen, ursprünglich bestattet in Königsfelden
9. Katharina von Savoyen (* um 1297–1304; † 1336) –  Gemahlin von Herzog Leopold I., ursprünglich bestattet in Königsfelden
10. Elisabeth von Virneburg (* um 1303; † 1343) – Gemahlin von Herzog Heinrich, ursprünglich bestattet in Königsfelden
11. Katharina (* 1320; † 1349) – Tochter von Herzog Leopold I., Gemahlin des Enguerrand VI. de Coucy, ursprünglich bestattet in Königsfelden
12. Elisabeth (* um 1285; † 1352) – Tochter von König Albrecht I., Gemahlin des Friedrich IV. von Lothringen, ursprünglich bestattet in Königsfelden
13. Agnes (* um 1281; † 1364) – Tochter von König Albrecht I., Gemahlin des Königs Andreas III. von Ungarn, ursprünglich bestattet in Königsfelden
14. Leopold III. (* 1351; † 1386) – Sohn von Herzog Albrecht II., ursprünglich bestattet in Königsfelden

Der geplante Bau einer großen Grufthalle unter der Rotunde wurde jedoch nie ausgeführt, Fürstabt Gerbert gab sich mit der Beisetzung der Ahnen der Habsburger unter dem Winterchor zufrieden.

#### Weitere Elemente
Neben den Gebeinen der Habsburger als „Politreliquien“ war auch der reiche Reliquienschatz des Klosters zur Präsentation bestimmt. Martin Gerbert, d’Ixnard und der ausführende Baudirektor Franz Joseph Salzmann konzipierten einen Zentralbau nach dem Vorbild des Pantheons in Rom, was eine Abkehr vom traditionellen Kirchenbautypus der Langhauskirche bedeutete. Für die Mönche sah man einen an die Rotunde anschließenden länglichen Chorbau vor. Baubeginn war 1772. Offenbar um Meinungsverschiedenheiten mit dem Abt zu überwinden, reiste D’Ixnard im Dezember 1773 nach Wien und zeigte Kaiserin Maria Theresia eigenmächtig die Baupläne. Angesichts dieser „Frechheit des Architekten“ wurde sein Vertrag nicht verlängert. Von 1775 bis 1777 war der französische Architekt Nicolas de Pigage als Berater tätig. In den Folgejahren wurde der aufwändige Kuppelbau fertiggestellt, dessen Holzkonstruktion der St. Blasier Zimmermeister Joseph Müller errichtete. 1778 wurde das Kuppeldach mit Kupferblech eingedeckt und der Hauptstein über dem Hauptportal gesetzt, nach einem weiteren Jahr die Kuppel ausgemalt und die beiden Chorgitter vom Karlsruher Kunstschmied Carl Hugenest gefertigt. Der Freiburger Künstler Johann Christian Wentzinger schuf das Deckengemälde. Gleichzeitig beendete Johann Kaspar Gigl die Rotundenstuckatur und wurde beauftragt, die neun Stuckmarmor-Altäre auszuführen. Zwar sollte dies nach dem Entwurf Wentzingers geschehen, jedoch wurde Gigl erlaubt, sie nach eigenem Ermessen zu verändern.
1781 wurden der Hochaltar und die beiden Kanzelaltäre gebaut und das Gemälde über dem Chorbogen fertiggestellt. Die Schnitzarbeiten an der Orgel hatte Joseph Hörr aus Blasiwald übernommen. Die Glasfenster für die Rotunde fertigten die Mönche des Klosters und der junge Johann Nepomuk Amann. Am 11. November 1781, dem Namenstag von Fürstabt Martin Gerbert, feierte man die erste Heilige Messe in der neuen Kirche. 1782 begannen die Arbeiten an den Nebenaltären und am 21. September 1783 weihte Fürstbischof Maximilian Christoph von Rodt aus Konstanz die Kuppelkirche ein.

### Brände, Demontagen und Rekonstruktionen
1806 erhielt Kurfürst Karl Friedrich als Gegenleistung für die Unterstützung Napoleons durch Baden im Krieg gegen Österreich den sanktblasischen Besitz. Die hierfür notwendige Enteignung kirchlicher Territorien war durch den Reichsdeputationshauptschluss staatsrechtlich vorbereitet worden. Damit nahm ein rund tausendjähriges Wirken der Mönche innerhalb des Klosters sein Ende. Die Mönche gingen nach Österreich und bezogen 1809 das Stift St. Paul im Lavanttal. Dorthin brachten sie auch den größten Teil des Kirchenschatzes, die Bibliothek mit 18.000 Bänden und die Kunstsammlung, darunter das Adelheid-Kreuz. 1808 und 1809 ließ der Großherzog die Kirche räumen, die Orgel von Johann Andreas Silbermann wurde in die Stephanskirche nach Karlsruhe gebracht. Die Glocken und die Einrichtung wurden für andere Kirchen vorgesehen. Die fragile Ausstattung aus Gips, Marmor und Alabaster ging beim Ausbau und Transport in großen Teilen zu Bruch. Intakte Teile der Innenausstattung wurden in die durch den vormaligen blasianischen Stiftsbaumeister Sebastian Fritschi erweiterte Stadtkirche von Waldshut, Liebfrauen, eingebaut. Die bauzeitlichen Kupfereindeckungen der Kuppel und der Vordächer wurden durch billige Zinkplatten ersetzt. Die abgenommene Dacheindeckung wurde in Karlsruhe zu Kreuzern umgemünzt. Der beim Übergang an Baden gerade 23 Jahre alte Kirchenbau schien für die Kirchengemeinde St. Blasien überdimensioniert und ließ hohe Instandhaltungskosten befürchten. Der geplante Abriss kam nicht zur Ausführung.
Nach der Aufhebung des Klosters richteten mehrere Unternehmer in den Gebäuden Fabriken ein. Johann Georg Bodmer betrieb ab 1809 eine Fabrik zur Herstellung von Baumwollspinn- und Webmaschinen. Ab 1809 stellte der Mechaniker Heinrich Düggli Waffen her, daraus entstand später die Badische Gewehrfabrik. 1811 beteiligte sich der Bankier David Seligmann, seit 1814 als Freiherr von Eichthal geadelt, richtete in der ehemaligen Klostermühle eine Spinnerei ein und funktionierte die ehemalige Wachsbleiche des Klosters zur Garnbleiche um.
Am 7. Februar 1874 brach in der Spinnerei ein Feuer aus und der Ostflügel der Klosteranlage brannte nieder. Die Kirchenkuppel stürzte ebenfalls ein und die Innenausstattung wurde durch das Feuer verwüstet. Zwischen 1878 und 1883 ließ der Großherzog von Baden die Außenkuppel wieder errichten. Dabei wurde das Holzgebälk durch 20 Bogenbinder aus Eisenfachwerk ersetzt, die auf dem Mauerwerk lagern und oben zusammenlaufen. Aus statischen Gründen wurde die Kuppelform leicht modifiziert, die Öffnung zwischen Rotunde und Chorraum zugemauert und im Chor das Gotteshaus der Gemeinde eingerichtet. Im Jahr 1880 fertigte Hofmaler Wilhelm Dürr als Altargemälde ein Triptychon mit St. Blasius, der Himmelfahrt Christi und St. Fridolin. 1888 wurde die restaurierte Chorkirche geweiht. Auf Initiative des Stadtpfarrers Theophil Lamy begann man 1910 mit dem Bau der Innenkuppel, die drei Jahre später fertiggestellt war. Sie war eine der ersten Eisenbetonkuppeln, ausgeführt durch das Unternehmen Dyckerhoff & Widmann (vgl. Jahrhunderthalle (Breslau)). Die eigentliche Innenkuppel ist an ihr als Zierkuppel aufgehängt. Am 1. Juni 1913 weihte Erzbischof Thomas Nörber die wiedererrichtete Kirche.
Im Zweiten Weltkrieg wurden 1942 vier der fünf Glocken beschlagnahmt und aus den Türmen entfernt. Am 2. August 1951 wurden bei Friedrich Wilhelm Schilling in Heidelberg fünf neue Glocken gegossen; die Weihe fand am 16. September desselben Jahres statt. Vier weitere Glocken wurden am 9. Juli 1961 geweiht. Von 1969 bis 1971 dauerte die Renovierung des Chorraums, der Altäre und des Chorgitters durch den Kölner Bildhauer Elmar Hillebrand.
Am 27. Mai 1977 brach erneut ein Großbrand in der Klosteranlage aus, der weite Teile des West- und Südflügels zerstörte. Durch den Feuerwehreinsatz konnte die Kirche gerettet werden.
Das Land Baden-Württemberg ist bedingt durch geschichtliche Ereignisse wie die Säkularisation 1803 verpflichtet, den Dom St. Blasien baulich zu unterhalten. Deshalb begannen 1981 das damalige Staatliche Hochbau- und Universitätsbauamt Konstanz mit Wenzel Ritter von Mann und Architekt Günther Mall und die Außenstelle Waldshut unter der Leitung des Architekten Joachim Otte die Planung, Finanzierung und Ausführung der Renovierungsarbeiten an der Kirche. Die bestehende Warmluftheizung der Rotunde wurde durch eine Fußbodenheizung (Warmluft) ersetzt. Konstante Vorlauftemperatur sollte ein ausgeglichenes Raumklima schaffen und eine vorzeitige Neuverschmutzung verhindern. Die veranschlagten Gesamtkosten von 9,8 Millionen DM der Innenrenovation wurden eingehalten und alle Arbeiten termingerecht zum 200-jährigen Jubiläum 1983 fertiggestellt.
Ziel der Planung war eine zeitgemäße Architektur unter Rückbesinnung auf die ursprüngliche Gestaltung, also die Symbiose moderner Elemente mit den Vorstellungen von Pierre Michel d’Ixnard, wie sie an dem in Grundzügen den Entwurf von d’Ixnard weiterführenden Marmorboden zu sehen ist. Diese Symbiose führte vom Mittelpunkt des Marmorbodens ausgehend über die, in einem aufwändigen Verfahren, marmorierten Pilaster und Säulen zu der weiß gefassten Kuppel. So wurden gestalterisch Boden, Säulen und Kuppel miteinander verbunden. Die neue „kalte, weiße Pracht“ der Rotunde wurde von der katholischen Pfarrgemeinde kritisch gesehen. Auch das als einzelne Stühle angedeutete weiße Gestühl fand deutliche Kritik. Gleiches gilt für die eigens entworfenen Lampen. Von der Gemeinde gerufene Fachleute wollten zudem bunte Fenster eingebaut wissen. Das unkonventionelle Vorgehen der Planer gelang dank der Unterstützung des Denkmalpflegers der Außenstelle Freiburg Hans Jakob Wörner. Das Ergebnis der Innenrenovierung erfuhr nach Abschluss der Arbeiten einhellige Zustimmung. Aus Kritikern wurden Befürworter.
1985 wurde eine umfassende Außenrenovierung des Domes einschließlich einer Neuverfugung der Natursteine durchgeführt. Die runden Kuppelfenster wurden zwecks besserer Belüftung der Kuppel zweiteilig ausgeführt. Die Gussvasen und alle Kupfereindeckungen mussten überprüft und saniert werden. Darunter auch viele noch vorhandene Schusslöcher aus dem Zweiten Weltkrieg. Portalkreuz, Turmsonnen und Kuppelkugel erhielten aus Kostengründen eine Blattvergoldung mit Spezialbeschichtung. Bewusst wurde von der staatlichen Hochbauverwaltung auf die Rekonstruktion einer Balustrade über dem Portal verzichtet.
1988 wurde, wieder in örtlicher Kritik stehend, der gesamte Vorplatz neu gestaltet. Ziel der Planung durch das Staatliche Hochbau- und Universitätsbauamt Konstanz war, dem Dom einen gebührenden freien Raum zu schaffen. Dazu musste die unmittelbar am Dom vorbeiführende Ortsstraße verlegt werden. Seitlich wurde durch das Entfernen von Hecken, Sträuchern und Bäumen Abstand geschaffen. Der Blasiusbrunnen als Namensgeber des Domes sollte die Verbindung des äußeren zum inneren Bereich des Domes schaffen. Dies wird in den Abendstunden durch die eigens entworfenen Laternen unterstrichen. Den Brunnen entwarf der Freiburger Künstler Walter Schelenz.
Ebenfalls im Auftrag des Staatlichen Hochbauamtes schufen bis März 1993 die Kölner Bildhauer Elmar Hillebrand und Theo Heiermann 14 Kreuzwegstationen.
1995 bis 1997 wurde für rund eine Million DM die Schwarz-Orgel generalsaniert. Auch diese Arbeiten wurden wie alle Baumaßnahmen zwischen 1973 und 2003 vom Staatlichen Hochbau- und Universitätsbauamt Konstanz und dessen Außenstelle Waldshut unter der Leitung des Architekten Joachim Otte initiiert, finanziert und ausgeführt. In diesen Zeitraum fiel auch die Neugestaltung der Seitenkapellen, der behindertengerechte Zugang, die Unterfangung (1978?) von Fundamenten mittels Zementverpressung, zwei neu rekonstruierte Seitenaltäre, Chorseitengang und Ambo (Elmar Hillebrand 1994).
Der Dom mit seinem heutigen Erscheinungsbild ist das Ergebnis 30-jähriger ständiger Betreuung und denkmalpflegerischer Arbeit durch die staatliche Hochbauverwaltung. Neben kirchlicher Nutzung als Pfarrkirche dient er nun als festlicher Raum für vielfältige kulturelle Anlässe.

## Gestaltung

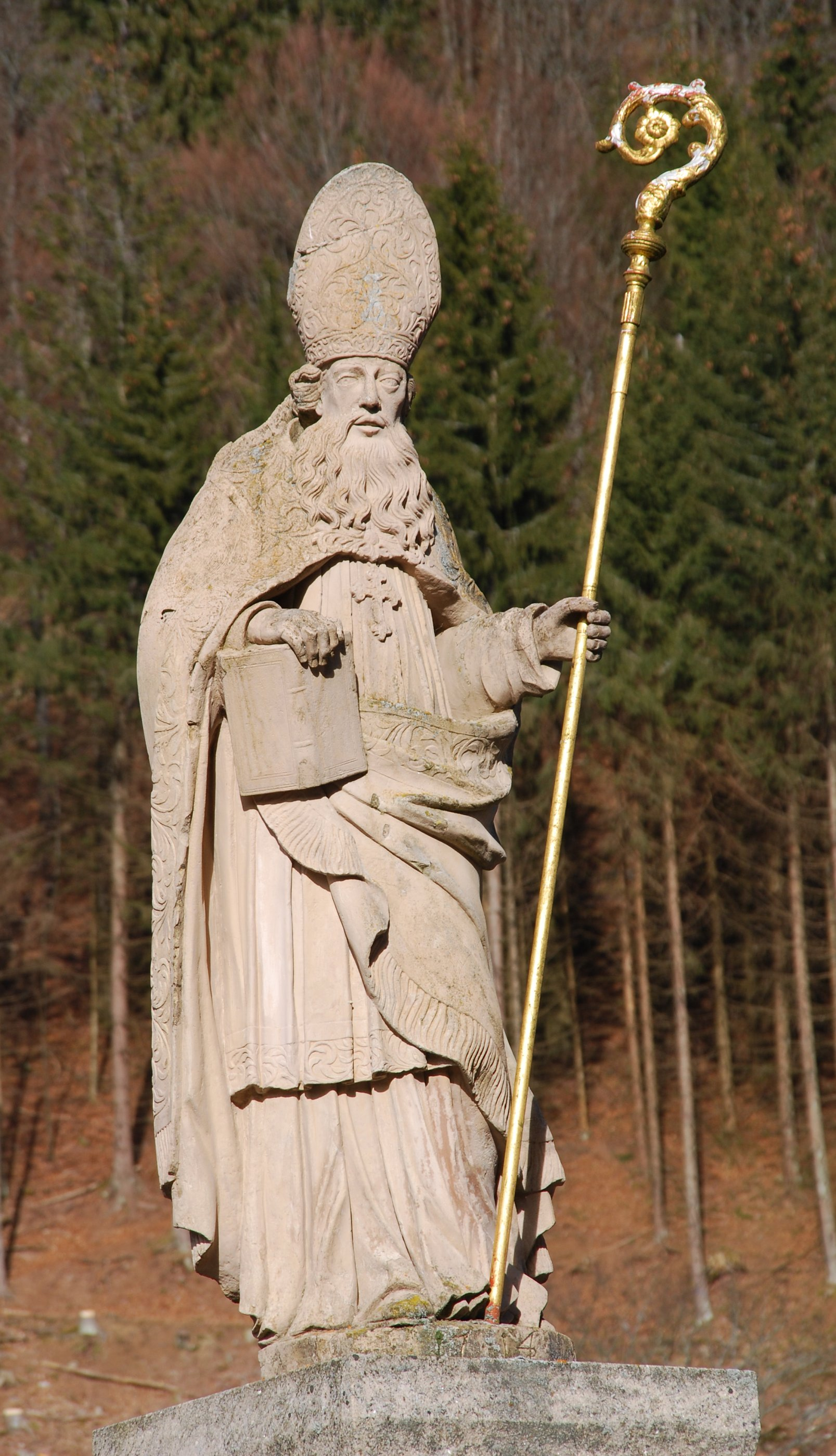
Blasiusbrunnen auf dem Domplatz

### Domplatz
Auf der Mitte des Domplatzes steht vor der Kuppelkirche der Blasiusbrunnen. Die Bischofsfigur trägt die Jahreszahl 1714 und stammt vom Villinger Bildhauer Anton Josef Schupp (1664–1729). Die Skulptur des Heiligen Blasius, nach dem die Kirche und der Ort benannt sind, wird für gewöhnlich mit einer oder mehreren Kerzen als ikonografischem Heiligenattribut dargestellt. Die Brunnenskulptur verzichtet hierauf und beschränkt sich auf die klassischen Bischofsattribute Krummstab, Mitra, Brustkreuz und Buch (Evangelien). Dom und Domplatz werden abends durch verschiedene Lichtinstallationen beleuchtet. Über dem Domplatz befindet sich eine Webcam.

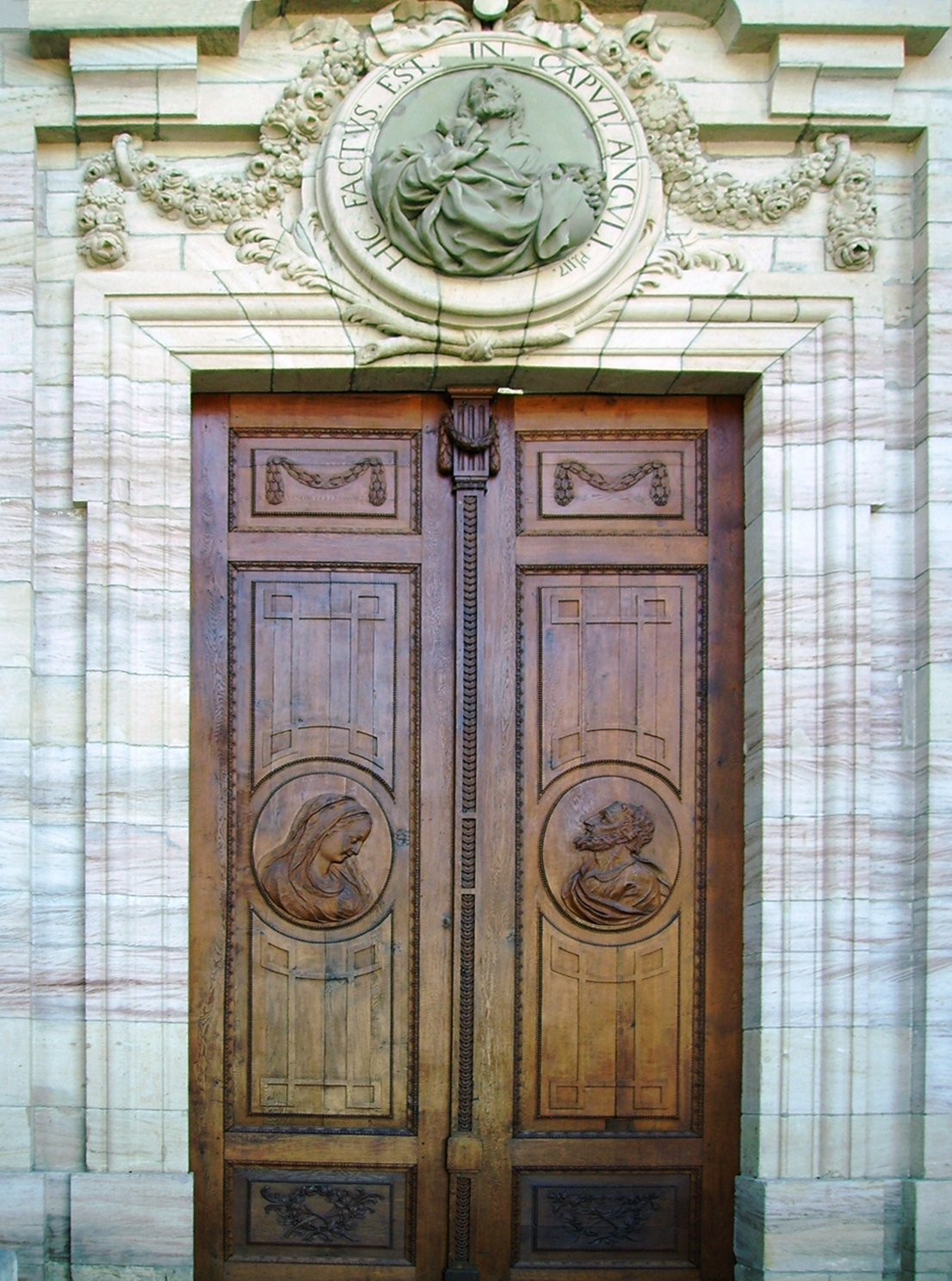
Das Hauptportal

### Architektur
Der im Zopfstil erbaute Dom bildet die städtebauliche Dominante des Ortes St. Blasien. Nähert man sich von den benachbarten Ortschaften Bernau oder Todtmoos dem Ort, fällt die insgesamt 62 Meter hohe Kuppelkirche auf. Auf dem Kuppelscheitel ist eine goldfarbene Kugel mit einem vergoldeten Kreuz angebracht. Das Bauwerk besteht aus drei Hauptteilen: Vorhalle mit Türmen, rotundenförmiges Laienhaus und langgestreckter Chor. Die Flügel des nördlichen Klostertraktes fassen die Rotunde ein.
Die quadratischen Glockentürme von jeweils zwölf Meter Breite und 30 Meter Höhe bilden gemeinsam mit der Vorhalle die Frontseite der Kirche. Jeder Glockenturm trägt ein Zifferblatt. In den Türmen befinden sich insgesamt zehn Glocken. Abgeschlossen werden die beiden Türme durch kleine Kuppeln, deren Ansatz von Balustraden verdeckt wird.
Eine breite Freitreppe führt zur Vorhalle. Vier freistehende dorische Säulen von je 15 Meter Höhe tragen das Steingebälk. Auf dem Dach befindet sich ein großes Kruzifix, das um 1928 von einem unbekannten Künstler geschaffen wurde. Die Türflügel des Hauptportals tragen Holzreliefs mit zwei Brustbildern von Maria und Josef. Über dem Hauptportal von 1778 ist ein Ovalmedaillon des Erlöserbildes Salvator mundi, vom Schriftzug Hic factus est in caput anguli, psalm 117 (Dieser ist zum Eckstein geworden) umgeben. Die Bildwerke schuf um 1778 der Bildhauer Joseph Hörr.

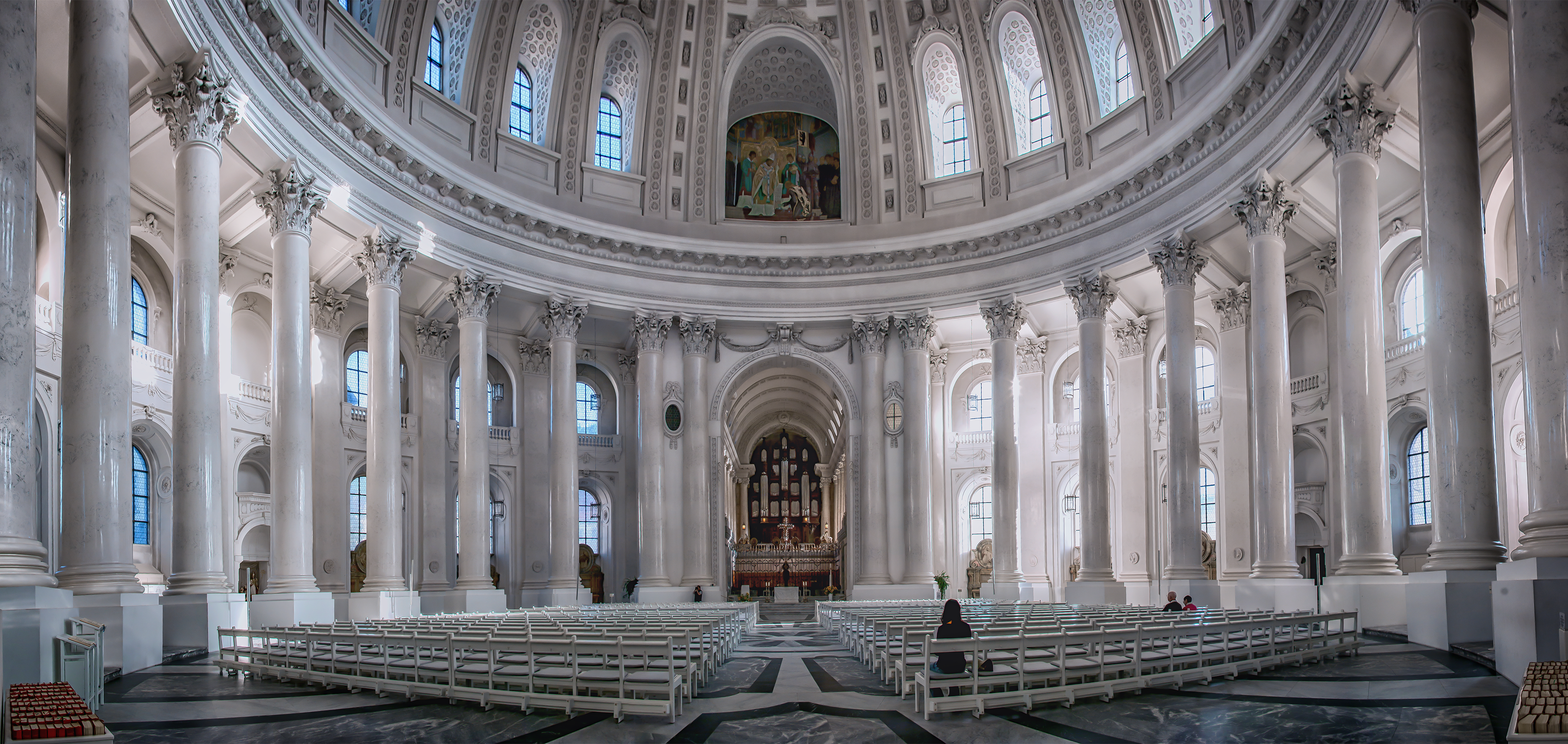
Innenraum

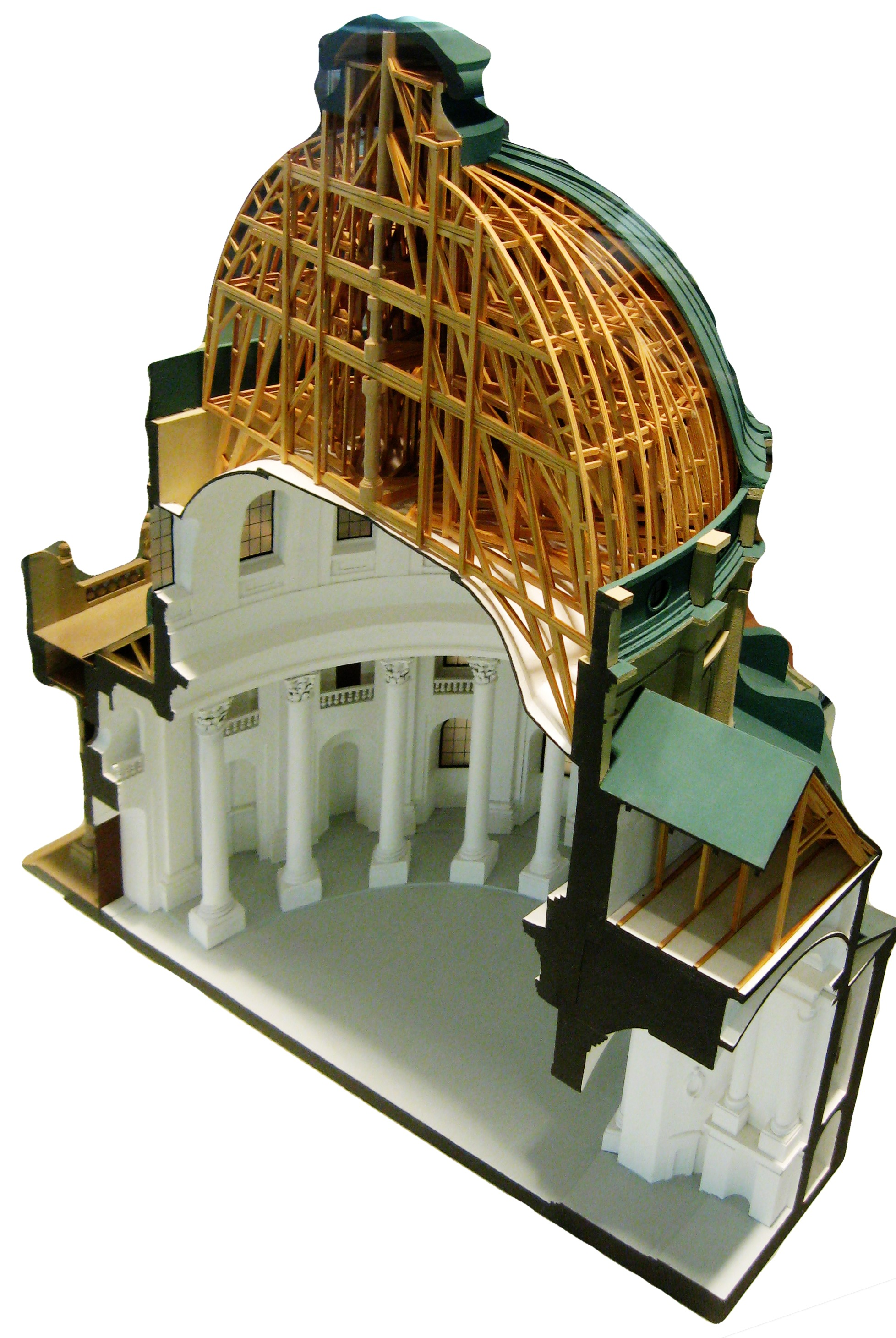
Modell der ursprünglichen Kuppelkonstruktion

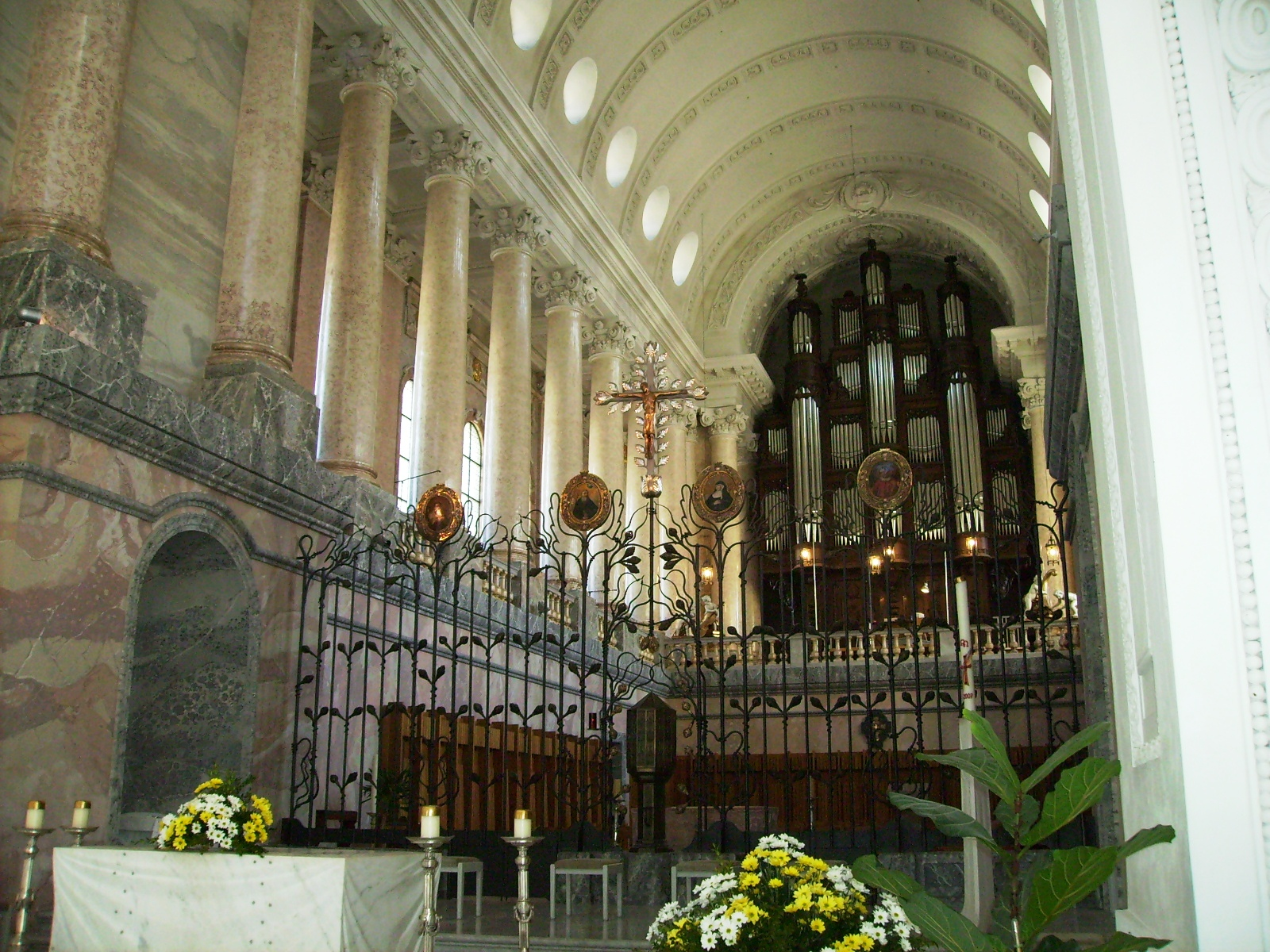
Der langgestreckte Chor

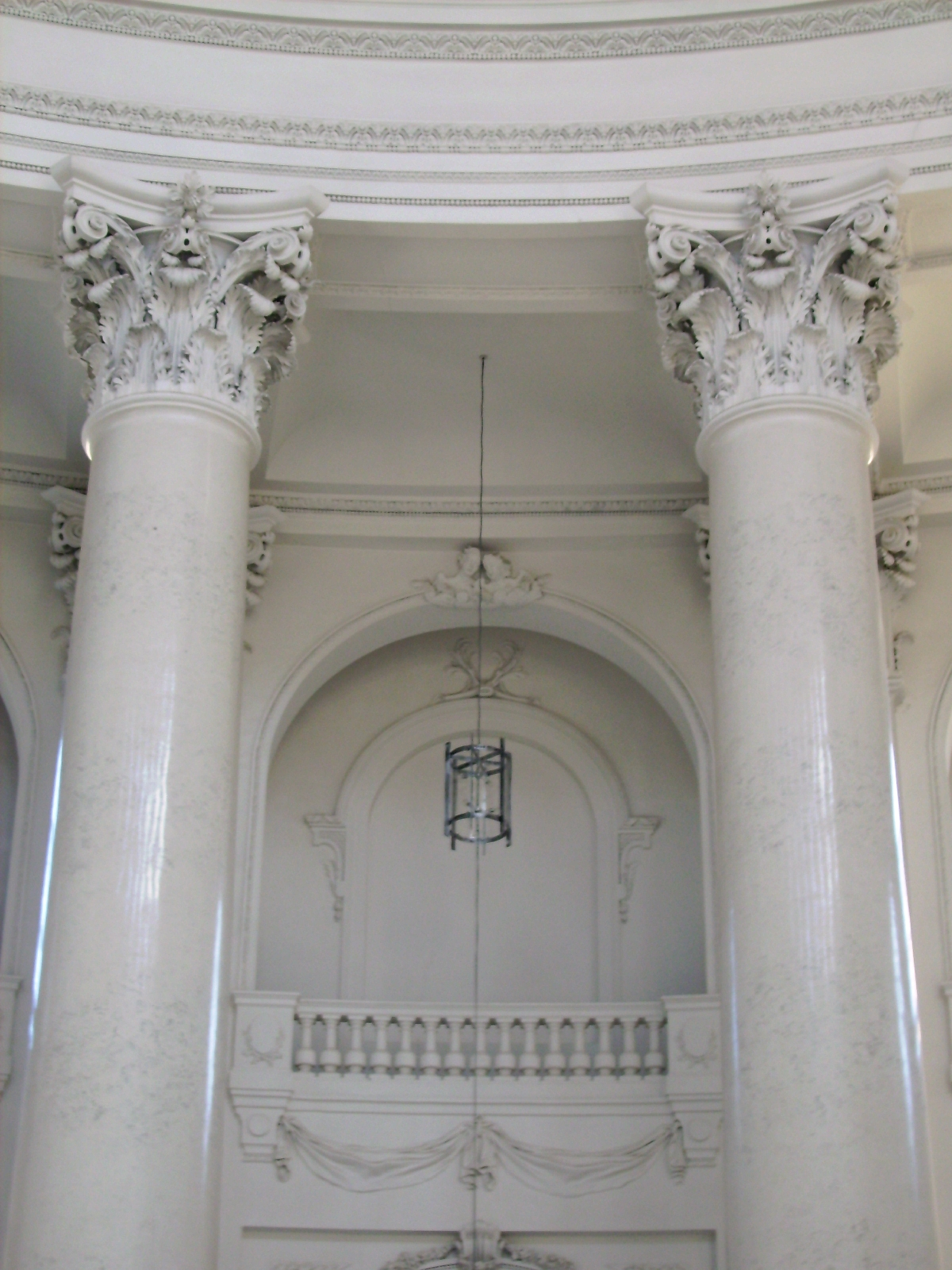
Die 1983 erneuerte Innenfassung

Die große Innenkuppel ruht auf 20 kreisförmig angeordneten korinthischen Säulen und wölbt sich bis zu einer Höhe von 36 Metern. An der zweigeschossigen Außenwand des Umgangs befinden sich Pilaster. Über den Säulen ist eine Galerie mit 17 Fenstern begehbar. Die Innenkuppel ist mit stark strukturierten Stuckteilen ausgestattet.
In der Querachse der Rotunde befinden sich links und rechts kleine Balkone; der linke, als Konventchörle bezeichnet, war früher vom Kloster aus zugänglich. Auf der gegenüberliegenden Seite hatte das Abtschörle einen Zugang von der Wohnung des Abtes.
Der langgestreckte Chor bildet einen Gegensatz zur Laienrotunde. An den Längsseiten stehen ionische Säulen auf einer Sockelwand und tragen ein Tonnengewölbe mit halbrundem Querschnitt. Die Wand der Seitengänge hinter den Säulen ist durch Pilaster gegliedert. Den Abschluss des Chorraums bildet ein eingezogenes Joch, in dem die Orgel steht. Der Hochaltar stand ursprünglich zwischen Mönchs- und Laienbereich am Übergang von der Rotunde zum Chor.

#### Pantheon im Schwarzwald
Die ungewöhnliche Anlage der Kirche als Zentralbau geht auf Martin Gerbert zurück und zeigt, dass er mit den architektonischen Vorstellungen der Aufklärung und des Klassizismus vertraut war. Der Zentralbau war das Ideal der Renaissancearchitekten gewesen, hatte sich aber letztlich nicht gegen den traditionellen kirchlichen Longitudinalbau durchsetzen können. Gerbert und d’Ixnard setzten sich darüber hinweg. Hinzu kommt die klare Proportionierung des Innenraums. Die geometrische Idealität des Kuppelraums besteht in der Ausbildung der Kuppelschale als reiner Halbkugel, die zeichnerisch zur Vollkugel ergänzt mit ihrem Fußpunkt den Boden berührt, so dass der Kuppeldurchmesser von 36 m exakt der Raumhöhe entspricht, und der Säulenkranz einen Zylinder von halber Raumhöhe bildet. Dies unterscheidet den Raum von den meist höher aufstrebenden Kuppeln des Barocks, die zudem in ihrer Außensilhouette meist überhöht sind (Petersdom Rom, Invalidendom Paris). Vorbild der Gestaltung war das antike Pantheon in Rom, wobei Martin Gerbert in seinem Bemühen um Reliquien der Heiligen wohl die christliche Umwidmung des Pantheons zur Kirche Sancta Maria ad martyres im Sinn hatte. Die Habsburgergruft war ursprünglich als große Krypta unter der gesamten Fläche der Rotunde mit einer Öffnung nach oben geplant, was dem Bau eine weitere Sinnebene gegeben hätte. Tatsächlich ist sie aber als bescheidene Gruftkammer unter der Orgel realisiert worden (heute leer, die Gebeine seit 1809 in St. Paul im Lavanttal).
Die Originalkonstruktion der Kuppel bestand aus einem 36 Metern überspannenden Eichendachstuhl, der das äußere Kuppeldach trug und an dem zugleich die innere Zierkuppel aufgehängt war, bei der es sich also nicht um eine Steinkuppel handelte, sondern um eine stuckierte Schale. Durch den Fabrikbrand am 7. Februar 1874 fing auch die Holzkonstruktion der Kuppel Feuer, das sie zum Einsturz brachte. 1884 bis 1885 entstand die Außenkuppel aus 20 Bogenbindern aus Eisenfachwerk neu, die heute noch bestehen. Die Innenkuppel wurde von 1910 bis 1913 von Dyckerhoff & Widmann wieder errichtet. An der technisch innovativen Spannbetondecke wurde die innere Zierkuppel aufgehängt.
Mit einer Spannweite von 36 Metern gehört die Kuppel des Doms von St. Blasien im Vergleich zu anderen Kuppelkirchen in Europa zu den größten. Der Scheitelpunkt der äußeren Kuppel ist 50 Meter hoch, inklusive des Knaufs und des Kreuzes erreicht die Kirche eine Gesamthöhe von 62 Metern und ist damit der höchste Kirchenbau im Landkreis Waldshut. Weitere Maße sind:
- Außenwand zu Außenwand: 43 Meter,
- Höhe der Säulen: 18 Meter,
- Länge des Chorraums vom Chorgitter bis zum Raumende: 36 Meter.

Der Innenraum des Doms wird heute von der Farbe Weiß dominiert. Innensäulen, Innenkuppel, Fußboden und die weiß lackierte Bestuhlung des Doms tragen zum hellen Gesamtbild bei. Im Originalzustand des 18. Jahrhunderts dämpften farbige Akzente der Altäre und hölzernen Ausstattung den kalten Weißton etwas.
Der Berliner Schriftsteller Friedrich Nicolai, der als Vertreter der Aufklärung gilt, sagte über den St. Blasier Dom:

„Hier ist reiche Architektur ohne Verkröpfung, ohne Schnirkel, ohne alle Vergoldung und andere überhäufte oder komplizierte Ziraten.“

### Ausstattung

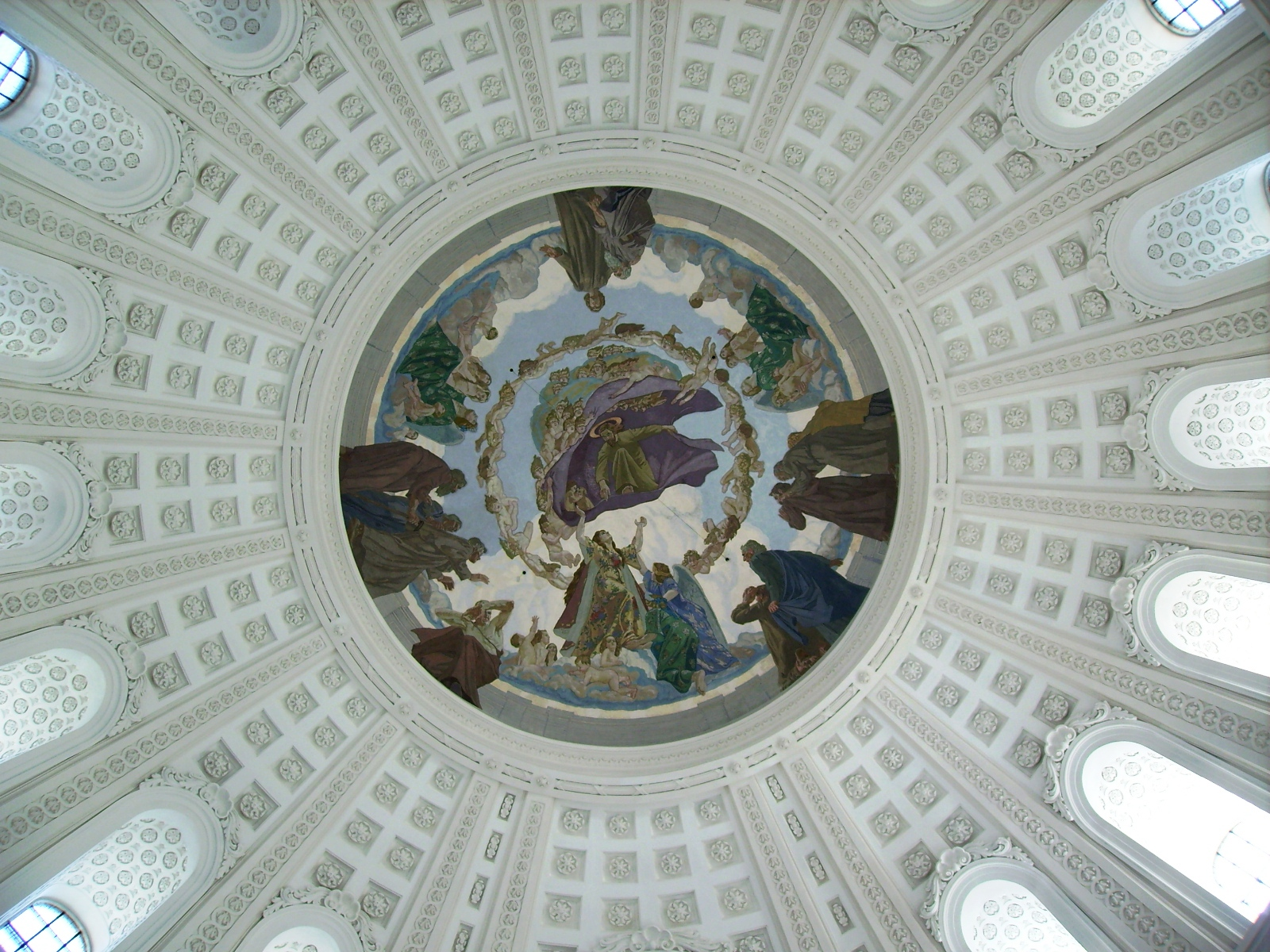
Kuppel mit Deckengemälde

In der Mitte der Innenkuppel findet sich ein großes Deckengemälde des deutschen Malers Walter Georgi, das 1912 geschaffen wurde. Es stellt die Aufnahme Marias in den Himmel dar. Das Bild ersetzt ein 1874 durch einen Brand zerstörtes Gemälde von Johann Wentzinger, das die Glorifizierung des heiligen Benedikt darstellte.
Über der Galerie zur Seite des Altars befindet sich eine farbige Darstellung aus der Gründungslegende des Klosters. Das Gemälde zeigt Ritter Reginbert von Seldenbüren, wie er dem weltlichen Leben entsagt und die Schenkungsurkunde übergibt.
Vom Chorgitter, das zwischen 1777 und 1779 vom baden-durlachischen Hofschlosser Carl Hugenest gefertigt wurde, sind Reste an der Portalinnenseite aufgestellt. Die beiden Heiligen Petrus und Paulus werden durch zwei in Metall getriebene Medaillons dargestellt.
Im östlichen Glockenturm ist die Peter-und-Paul-Kapelle als Sakramentskapelle eingerichtet. Mittelpunkt bildet das Gemälde der beiden Heiligen eines unbekannten Künstlers. Auf der Rückseite der Kapelle befinden sich weitere Heiligendarstellungen vom Heiligen Antonius sowie von Blasius und Josef. Diese Bilder schuf Hans Schrödter.
Im westlichen Glockenturm befindet sich die Marien- und Taufkapelle. In deren Mitte steht ein bayerischer Barockaltar, davor ein Taufstein aus grauem Marmor. Der Altar stellt eine Madonna im Strahlennimbus unter einem Baldachin dar (1961 im Kunsthandel erworben). Der Taufstein wurde um 1912 in Karlsruhe geschaffen.
Die Figurengruppe des heiligen Blasius mit einer Frau und ihrem Kind stellt Blasius von Sebaste dar, der 316 den Märtyrertod erlitt und Schutzheiliger und Namensgeber des Doms ist. Er wird gezeigt, wie er ein Kind vor dem Erstickungstod rettet. Die Darstellung stammt vermutlich von 1740 aus einem Wiener Ursulinenkloster und wurde 1968 im Kunsthandel erworben.

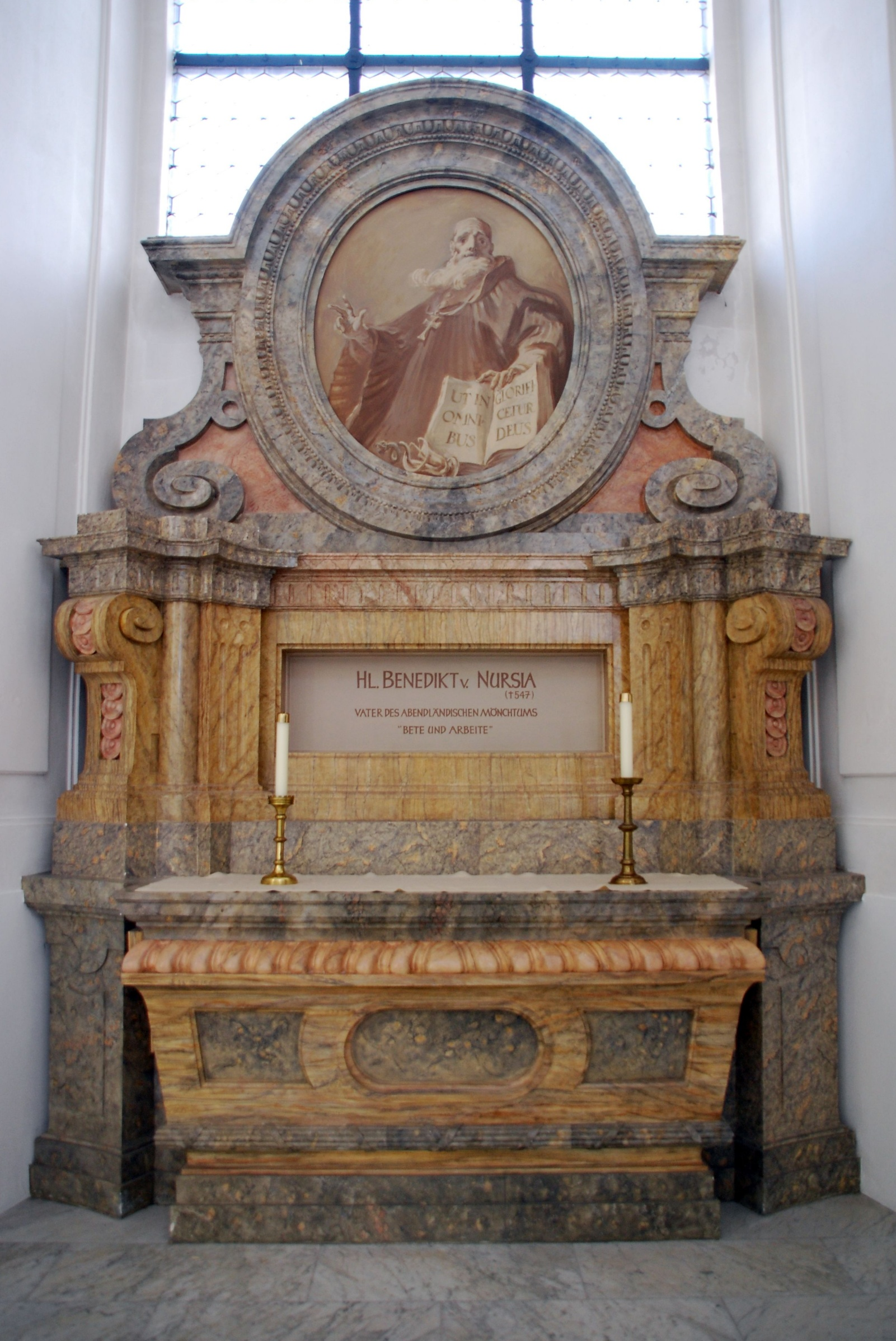
Seitenaltar mit Bildnis des Hl. Benedikt

Im Umgang der Rotunde befinden sich sechs Seitenaltäre. Im Rahmen der Innenrenovation Rotunde 1981/1983 wurden zwei Altäre durch den Stuttgarter Stuckateurmeister Siller neu angefertigt. Zwei Altarbilder (Nikolaus von Myra und ein namentlich nicht genannter Märtyrer) stammen von Johann Christian Wentzinger aus der Bauzeit des Domes. Die übrigen (Elisabeth von Thüringen, Benedikt von Nursia, Ignatius von Loyola und Teresa von Ávila), die stilistisch den beiden ersten angepasst sind, stammen vom Innsbrucker Maler Wolfram Köberl aus dem Jahr 1987. Mit sechs Seitenaltäre in den vorderen Nischen des Umganges wurde die planerischen Vorstellung der Renovation 1981/1983 umgesetzt.
Der ehemalige Mönchschor, der zur Klosterzeit durch ein blickdichtes Gitter von der Rotunde, dem Gebetsraum des Volkes, abgetrennt war, wird durch ein transparentes Gitter angedeutet. In dieses Chorgitter sind vier Medaillons mit Darstellungen der Heiligen Blasius, Benedikt, Scholastika und Vincentius sowie ein von Elmar Hillebrand geschaffenes Kruzifix (2004) integriert.
Den Mittelpunkt der Domkirche bildet der weiß und grau melierte rosettenförmig verlegte Marmorfußboden. Der anlässlich der Renovierung 1981/1983 neu eingebaute Boden geht ursprünglich auf die, nicht umgesetzten, Pläne von Franz Joseph Salzmann aus dem Jahre 1772 zurück. Im Zentrum des Bodens erinnert die Jahreszahl '1983' an die Renovierung. Einem interessierten Beobachter wird auffallen, dass die Friese, entgegen früheren Darstellungen, nach außen hin breiter werden. Dieser kleine „Trick“ trägt zu der Harmonie des Bodens bei.

### Orgeln

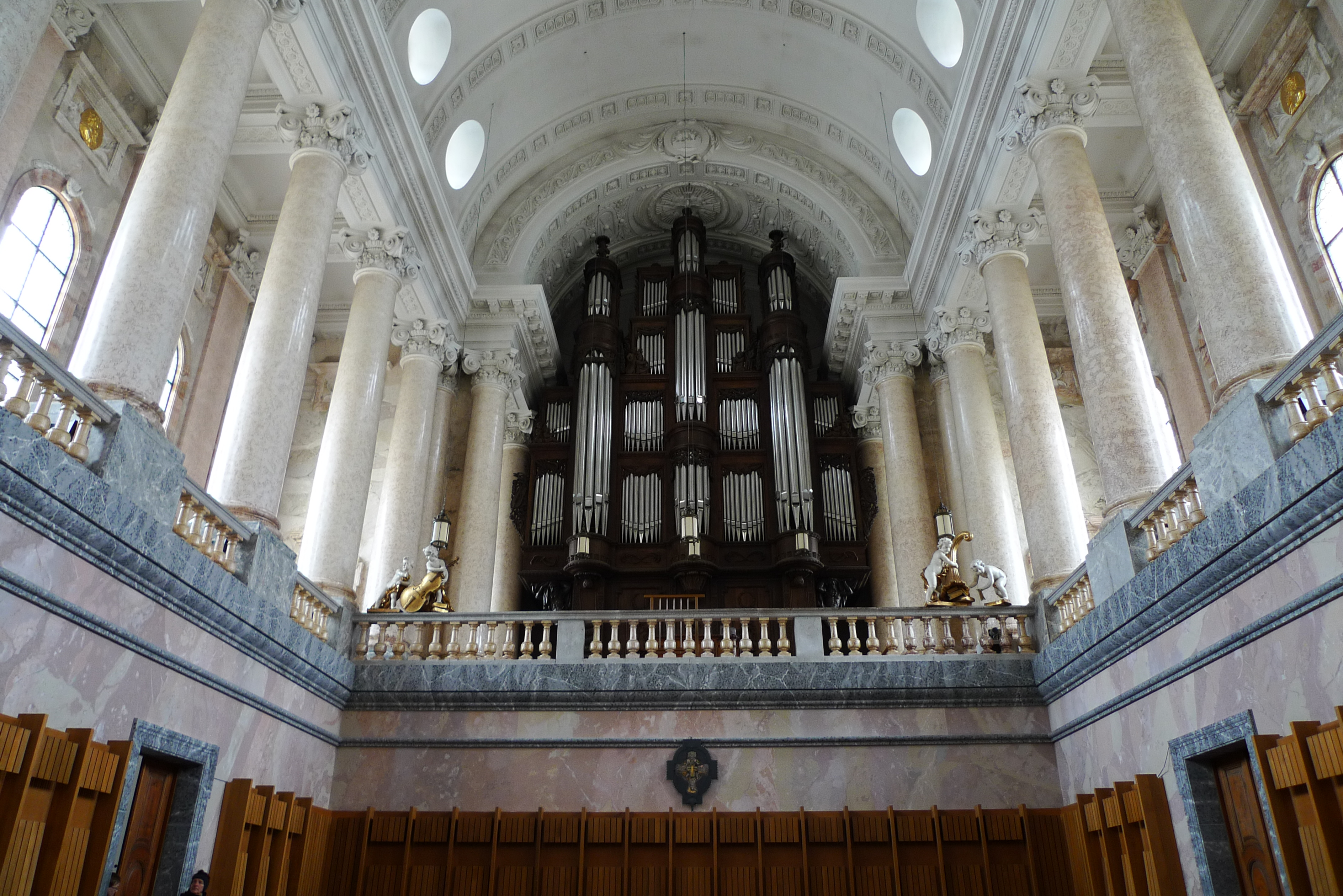
Blick auf die Schwarz-Orgel

Fürstabt Martin Gerbert wählte 1771 den berühmten Straßburger Johann Andreas Silbermann aus, um eine der Kirche entsprechende Orgel zu bauen. Den Entwurf für den Orgelprospekt zeichnete Pierre Michel d’Ixnard. Diese Silbermann-Orgel hatte 51 Register. Sie wurde 1807 im Zuge der Säkularisierung ausgebaut und 1813 durch Johann Ferdinand Balthasar Stieffell in die Karlsruher Stephanskirche versetzt, wo sie 1944 durch Bomben zerstört wurde. Auf der Balustrade vor der Orgel befinden sich noch zwei Puttengruppen des Bildhauers Joseph Hörr, die ehemals zur Silbermann-Orgel gehörten. Mit der Wiederaufnahme des abgetrennten Chores als Pfarrkirche wurde 1879 eine Orgel der Firma Voit und Söhne erbaut. Mit der Öffnung der Rotunde wurde diese Orgel zu klein und sie wurde 1913 nach Gailingen in die St.-Dionysius-Kirche veräußert.
Die heutige Orgel an der Rückwand des Chores wurde in den Jahren 1911 bis 1913 von den Orgelbauern Wilhelm Schwarz & Sohn (Überlingen) errichtet. Das Orgelgehäuse im Stil der früheren Silbermann-Orgel ist 12 m hoch, 7 m breit und 4 m tief, und bildet mit seinem dunklen Naturholz einen farblichen Kontrast zum weißen Innenraum der Kirche. Bei der Renovierung der Rotunde in den Jahren 1981/1983 lehnte die staatliche Hochbauverwaltung (damals hauptsächlicher Kostenträger) eine größere Instandsetzung der Orgel mit geforderter klanglicher „Barockisierung“ ab. Das Instrument wurde 1983 lediglich gereinigt und instand gesetzt. Im Laufe der Jahre litten die ursprünglichen Lederbälge jedoch zunehmend an Zersetzung. 1997 ergab sich die finanziell günstige Gelegenheit einer großen Orgelsanierung. Die „Barockisierung“ war nicht mehr aktuell und es galt nun vielmehr, die Orgel in ihrer Originalität einschließlich der „romantischen“ Intonation zu bewahren. Die staatliche Hochbauverwaltung beauftragte den Orgelbauer Johannes Klais (Bonn). Zudem fand ein neuer Spieltisch eine bessere Zuordnung.
Die Orgel hat heute 54 Register auf drei Manualen und Pedal.
| I Hauptwerk C–g3 |                    |        |
| 01.              | Prinzipal          | 16′    |
| 02.              | Bourdon            | 16′    |
| 03.              | Prinzipal          | 08′    |
| 04.              | Bourdon            | 08′    |
| 05.              | Flûte harmonique 0 | 08′    |
| 06.              | Violoncello        | 08′    |
| 07.              | Oktave             | 04′    |
| 08.              | Flûte harmonique   | 04′    |
| 09.              | Oktave             | 02′    |
| 10.              | Kornett III–VI     | 02 ⁄3′ |
| 11.              | Mixtur V           | 02′    |
| 12.              | Cymbel IV          | 02⁄3′  |
| 13.              | Trompete           | 08′    |
| 14.              | Clairon            | 04′    |

| II Schwellpositiv C–g3 |                             |        |
| 15.                    | Quintathön                  | 16′    |
| 16.                    | Flötenprinzipal             | 08′    |
| 17.                    | Rohrflöte                   | 08′    |
| 18.                    | Dolce                       | 08′    |
| 19.                    | Salicional                  | 08′    |
| 20.                    | Unda maris                  | 08′    |
| 21.                    | Flöte dolce                 | 04′    |
| 22.                    | Quinte                      | 02 ⁄3′ |
| 23.                    | Progressio harmonique III 0 | 02 ⁄3′ |
| 24.                    | Basson                      | 08′    |
| 25.                    | Klarinette                  | 08′    |

| III Schwellwerk C–g3 |                    |         |
| 26.                  | Lieblich Gedeckt 0 | 16′     |
| 27.                  | Diapason           | 08′     |
| 28.                  | Nachthorn          | 08′     |
| 29.                  | Traversflöte       | 08′     |
| 30.                  | Gamba              | 08′     |
| 31.                  | Aeoline            | 08'     |
| 32.                  | Vox celeste        | 08′     |
| 33.                  | Oktav              | 04′     |
| 34.                  | Flûte octaviante   | 04′     |
| 35.                  | Quinte             | 02 ⁄3′  |
| 36.                  | Oktavin            | 02'     |
| 37.                  | Terz               | 01 3⁄5′ |
| 38.                  | Plein jeu V        | 02 ⁄3′  |
| 39.                  | Basson             | 16′     |
| 40.                  | Trompete           | 08′     |
| 41.                  | Oboe               | 08′     |
| 42.                  | Clairon            | 04′     |

| Pedal C–f1 |                       |         |
| 43.        | Principalbass         | 16′     |
| 44.        | Kontrabass            | 16′     |
| 45.        | Subbass               | 16′     |
| 46.        | Echobass (= Nr. 26) 0 | 16′     |
| 47.        | Quinte                | 10 2⁄3′ |
| 48.        | Bourdon               | 08′     |
| 49.        | Flöte                 | 08′     |
| 50.        | Cello                 | 08′     |
| 51.        | Terz                  | 06 2⁄5′ |
| 52.        | Flöte                 | 04′     |
| 53.        | Bombarde              | 16′     |
| 54.        | Trompete              | 08′     |
| 55.        | Clairon               | 04′     |

- Koppeln:
  - Normalkoppeln: II/I, III/I, III/II, I/P, II/P, III/P
  - Superoktavkoppeln: II/II (bis g4 ausgebaut), III/III (bis g4 ausgebaut), III/I, III/II, I/P, II/P, III/P
  - Suboktavkoppeln: II/II, III/III, III/I, III/II
- Spielhilfen: Crescendowalze, 256facher Setzer

### Glocken
Für die Glocken der Kuppelkirche baute der Glockengießer Benjamin Grüninger aus der Villinger Glockengießerei Grüninger 1781 vor Ort ein Gießhaus. Die größte Glocke wurde am 18. September 1781 gegossen. Über den Guss dieser Glocke fertigte Pater Franz Kreutter einen Bericht an. Sie hatte ein Gewicht von 6150 kg. Als das Kloster 1806 aufgelöst wurde, holte man mehrere Glocken von den Türmen und verteilte sie auf andere Kirchen. Die größte Glocke gelangte in die Evangelische Stadtkirche in Karlsruhe, fünf weitere erhielt die Karlsruher Stephanskirche. Einige kleinere Glocken blieben in den Türmen der Kuppelkirche. Erst 1879 erhielt St. Blasien ein neues Geläut. Zwei alte Glocken behielt man, vier neue wurden gegossen. Im Ersten Weltkrieg, am 3. September 1918, wurden zwei Glocken zerschlagen, allerdings nicht abtransportiert. Aus dem verbliebenen Glockenmetall wurden 1919 beim Unternehmen Grüninger in Villingen zwei neue Glocken hergestellt. Im Zweiten Weltkrieg wurden bis auf eine sämtliche Glocken zu militärischen Zwecken beschlagnahmt. Die verbliebene konnte aufgrund eines Risses jedoch nicht geläutet werden.
Heute verfügt der Dom über ein 10-stimmiges Geläut, welches nach dem Zweiten Weltkrieg gegossen wurde. Am 13. September 1951 stellte der Heidelberger Glockengießer Friedrich Wilhelm Schilling fünf neue Glocken fertig, zehn Jahre später kamen vier weitere hinzu. Eine zehnte Glocke mit dem Ton f ergänzt seit 2005 das Geläut, welches dem Pfarrer Wilhelm Schuh (1901–1993) gewidmet ist. Die Widmung soll an den Pfarrer und Ehrenbürger der Stadt St. Blasien erinnern, der sich als Seelsorger wie auch als Initiator der neuen Glocken nach dem Zweiten Weltkrieg engagiert hat. Die vier großen Glocken wurden am Abend des 7. Juli 1961 geliefert und wurden den St. Blasiern durch Pfarrer Wilhelm Schuh mit den Worten vorgestellt: „Dreimal haben die Glocken hier schon von den Türmen müssen: Das erste mal nach der Säkularisierung, das zweite mal im Ersten Weltkrieg, das dritte mal im Zweiten Weltkrieg, jedesmal ehrfurchtsloser und brutaler. Und es ist eine grausame Wahrheit uns im Bewußtsein geblieben: Wo die Glocken schweigen, herrschen die Dämonen. Wenn diese Glocken ein viertes mal von den Türmen müßten, dann Gnade uns allen Gott“. Am 9. Juli 1961 erfolgte die Glockenweihe durch den Erzabt von Beuron, Benedikt Reetz.
| Glocke | Name       | Gussjahr | Gießer                                  | Masse   | Durchmesser | Schlagton (16tel) |
| ------ | ---------- | -------- | --------------------------------------- | ------- | ----------- | ----------------- |
| 1      | Petrus     | 1961     | Friedrich Wilhelm Schilling, Heidelberg | 6152 kg | 2161 mm     | ges0 -1           |
| 2      | Marien     | 1961     | Friedrich Wilhelm Schilling, Heidelberg | 3040 kg | 1706 mm     | b0 -3             |
| 3      | Blasius    | 1961     | Friedrich Wilhelm Schilling, Heidelberg | 1712 kg | 1421 mm     | des1 -1           |
| 4      | Benediktus | 1961     | Friedrich Wilhelm Schilling, Heidelberg | 1328 kg | 1262 mm     | es1 -3            |
| 5      | Stephanus  | 2005     | Albert Bachert, Karlsruhe               | 1018 kg | 1143 mm     | f1                |
| 6      | Elisabeth  | 1951     | Friedrich Wilhelm Schilling, Heidelberg | 0835 kg | 1100 mm     | ges1 -1           |
| 7      | Joseph     | 1951     | Friedrich Wilhelm Schilling, Heidelberg | 0562 kg | 0950 mm     | as1 -1            |
| 8      | Reginbert  | 1951     | Friedrich Wilhelm Schilling, Heidelberg | 0403 kg | 850 mm      | b1 -1             |
| 9      | Nikolaus   | 1951     | Friedrich Wilhelm Schilling, Heidelberg | 0229 kg | 0710 mm     | des2 -1           |
| 10     | Ignaz      | 1951     | Friedrich Wilhelm Schilling, Heidelberg | 0151 kg | 0610 mm     | es2 -1            |

## Zur Bezeichnung Dom
Das neudeutsche Wort Dom ist dem französischen „dôme“ (= Kuppel, vgl. englisch „dome“) entlehnt und wird zur Benennung bedeutender Kuppelbauten verwendet (vgl. Felsendom, Invalidendom). Aus diesem Grund wird auch die Kuppelkirche St. Blasien als Dom bezeichnet. Die Tourismusindustrie spricht auch vom Schwarzwälder Dom.
Diese Bedeutung des Wortes Dom ist zu unterscheiden von der Bezeichnung Dom im Sinne von Bischofskirche, entstanden aus dem lateinischen „domus ecclesiae“ (Haus der Kirche) oder „domus episcopalis“ (Haus des Bischofs). Die einstige Benediktiner-Abteikirche von St. Blasien war nie Bischofskirche und hat seit der Aufhebung des Klosters den Status einer Pfarrkirche der katholischen Gemeinde St. Blasius.